# 와카미정
와카미정(若美町) 아키타현 중앙부에 위치하고 있던 동해에 접한 정이다. 훗토촌과 가타니시촌을 합병해 성립하였다. 정명의 「와가미」는 와타나베, 카쿠마자키, 미야자와의 각지역의 머리 글자를 딴 것.
2005년 3월 22일 오가시와 합병해 새로운 오가시의 일부가 되어 폐지되었다.

## 역사
데와 국 아키타 군 가타구치 촌이 성립한데에서 여겨졌다.
- 1956년 4월 1일 - 훗토촌, 가타니시촌과 합병해 고토하마촌이 성립하였다.
- 1970년 11월 1일 - 정으로 승격과 동시에 와카미정으로 개칭하였다.
- 2005년 3월 22일 - 인접해 있던 오가시와 합병해 새로운 오가시가 되어 소멸했다.

## 교통

### 철도
철도 노선은 지나지 않고 통과한다. 가장 가까운 곳은 JR 동일본 오가선 후나코시 역이다.

### 도로
- 국도 101호선